# NGC 495
NGC 495 è una galassia a spirale barrata situata nella costellazione dei Pesci a una distanza di circa 184 milioni di anni luce dalla Terra.
Fu scoperta il 12 settembre 1784 da William Herschel.

## Gruppo di NGC 499
NGC 495 fa parte del Gruppo di NGC 499, un raggruppamento di galassie che oltre a NGC 495, comprende anche NGC 499, NGC 504, NGC 517, NGC 582 e PGC 5026.